# 十二月初八
腊月初八，农历腊月第八天。

## 大事记
漢傳佛教之“佛祖成道日”：漢地相傳這一天是釋迦牟尼在佛陀耶菩提下成道的日子，也稱「法寶節」，為佛教徒盛大節日之一。

## 节假日和习俗
- 道教王侯臘辰 
  - 赤松子章曆曰：五帝校定生人處所、受祿分野、降注三萬六千神氣。其日可謝罪、求延年益壽、安定百神、移易名位、迴改貧乏、沐浴、祭杞先亡、大醮天官，令人所求從願，求道必獲。此日不得聚會飲樂。可清凈經行山林有壇庭之處，行道有念，三魂七魄，不得經營俗事，逢臘日即是。[1]
- 腊八节：傳統上會在當天吃腊八粥。
- 腊八醋、腊八蒜：中国北方一些地区，在这一天要制作腊八醋，即腌入大蒜的醋，腌至农历春节时食用。

## 其他内容
- 十斋日

## 参看
- 日历
- 腊月初六 - 腊月初七 - 腊月初八 - 腊月初九 - 腊月初十
- 十一月初八 - 腊月初八 - 正月初八
- 正月 - 二月 - 三月 - 四月 - 五月 - 六月 - 七月 - 八月 - 九月 - 十月 - 十一月 - 腊月
- 公历12月8日

1. ↑  . （原始内容存档于2021-09-02）.